# Szent Paraszkiva-fatemplom (Batiza)
A batizai Szent Paraszkiva-fatemplom műemlékké nyilvánított épület Romániában, Máramaros megyében. A romániai műemlékek jegyzékében az  MM-II-m-A-04528 sorszámon szerepel.